# カッシテリデス諸島
カッシテリデス諸島は、イベリア半島沖にあるとされていた実在しない島。
カッシテリデスとはギリシア語で錫の島を意味する。古代において青銅の原料として重要であった錫は産地が限られ、そのうちの一つはグレートブリテン島のコーンウォールであった。カッシテリデス諸島は、コーンウォール産の錫を扱っていたフェニキア人が、産地秘匿のため生み出したものとみなされる。
プトレマイオスはイベリア半島北西端の沖合にカッシテリデス諸島があるとしている。ストラボンはイベリア半島北西部の北にあるとし、錫と鉛の鉱床を持つ等と記している。ディオドロスやプリニウスもイベリア半島沿岸にカッシテリデス諸島があると記している。また、16世紀のメルカトルの地図にもカッシテリデス諸島が描かれている。